# シカゴ7裁判
『シカゴ7裁判』（シカゴセブンさいばん、原題: The Trial of the Chicago 7）は、2020年に公開・配信されたアメリカ合衆国の法廷映画。アーロン・ソーキンが自身のオリジナル脚本を自ら監督した。シカゴ・セブンと呼ばれた実在の被告たちを描く。主演はエディ・レッドメイン。アメリカでは新型コロナウイルスの流行により配給のパラマウントは劇場公開を断念し、Netflixに権利を売却した。Netflixは配信に先駆けて、一部の映画館で公開している。また、パーティシパントが2020年11月にアンブリン・パートナーズとの関係を終了し、同社への出資を取りやめたため、本作における日本においては、パーティシパントがアンブリン・パートナーズの出資を担当する最後の作品となる。

## ストーリー
1968年。大統領選挙を控えた8月28日、イリノイ州シカゴで民主党の全国大会が開かれていた。それに合わせて全国から反ベトナム戦争派の若者たちが集結し、集会やデモを繰り広げていた。そして、会場近くのグランド・パークでは、デモ隊と警察が衝突し騒乱となり、数百名の負傷者を出す事件へと発展した。
共和党のニクソン政権が誕生した約5ヶ月後、デモに参加した各グループのリーダー的存在だった7人が、暴動を扇動したとして共謀罪などの罪に問われ、法廷に立つことになる。型破りなメンバーたちは、保守的な裁判長に反抗し、繰り返し法廷侮辱罪に問われる。中でもブラックパンサー党のボビーは弁護士をつけずに自らを弁護、仲間が警察の捜査で射殺された怒りをぶつけ、ついには身体を拘束される。温厚なデリンジャーまでも、裁判長への反発から職員に暴力をふるってしまう。
弁護士のクンスラーは起死回生をかけて、クラーク前司法長官を証人として召喚する。クラークは当時の捜査で暴動のきっかけを作ったのは警察側であるという結論に至った事を証言する。検察側の弁護士のシュルツは、それは前政権の時の判断だと応戦する。
裁判の終盤、市民から録音テープが証拠として提出される。それはヘイデンが集会で、警察が友人に暴力をふるったことに逆上して聴衆に血を流せと扇動している声が記録されていた。証言に立ったホフマンは聖書を引用してヘイデンを弁護する。
裁判の最後、裁判長から陳述を求められたヘイデンは、裁判の最中も続いているベトナム戦争で戦死した米兵の名前を次々と読み上げる。激高する裁判長をよそに、他のメンバーや弁護士、傍聴人までもが起立する。ついにはシュルツも立ち上がり死者への哀悼を示した。ヘイデンらは懲役5年の判決を受けるが、後に再審理となり、検察側は追訴を断念する。

## キャスト
※括弧内は日本語吹替。
- トム・ヘイデン - エディ・レッドメイン（平川大輔）
- アビー・ホフマン - サシャ・バロン・コーエン（新垣樽助）
- ボビー・シール - ヤーヤ・アブドゥル＝マティーン2世（濱野大輝）
- ジェリー・ルービン - ジェレミー・ストロング（上田燿司）
- リチャード・シュルツ - ジョセフ・ゴードン＝レヴィット（川島得愛）
- レニー・デイヴィス - アレックス・シャープ（虎島貴明）
- ジュリアス・ホフマン - フランク・ランジェラ（浦山迅）
- デイヴィッド・デリンジャー - ジョン・キャロル・リンチ（拝真之介）
- ウィリアム・クンスラー - マーク・ライランス（原康義）
- フレッド・ハンプトン - ケルヴィン・ハリソン・Jr
- ラムゼイ・クラーク元司法長官 - マイケル・キートン（田中正彦）
- ジョン・N・ミッチェル司法長官 - ジョン・ドーマン（ふくまつ進紗）
- トム・フォーラン - J・C・マッケンジー
- リー・ウィンナー - ノア・ロビンス
- ジョン・フロイネス - ダニエル・フラハティ
- レナード・ワイングラス - ベン・シェンクマン （滝知史）
- スタン・ウォジョハウスキー - マックス・アドラー
- ポール・デルカ刑事 - ウェイン・デュヴァル
- その他の日本語吹き替え：綿貫竜之介／赤坂柾之／寺井大樹／渡部俊樹／小若和郁那／時永ヨウ／大泊貴揮／関口雄吾／櫻庭有紗／東内マリ子／塙英子／吉富英治／かどたにまみ
- 日本語版スタッフ：演出：安江誠、翻訳：荒木小織、調整：東田直子、録音：宮崎愛菜、日本語版制作：グロービジョン

## 製作
2007年7月、アーロン・ソーキンがシカゴ・セブン裁判を題材にした脚本を書き上げており、スティーヴン・スピルバーグが監督に名乗りを上げていると報じられた。2008年1月7日、サシャ・バロン・コーエンが本作に出演するとの報道があった。15日、スピルバーグ監督がボビー・シール役にウィル・スミスを、トム・ヘイデン役にヒース・レジャーを起用する意向であると報じられた。11月、全米脚本家組合がストライキを決行し、それが長期に及んだため、本作の製作が中断されることになった。ストライキ終了後、ソーキンは脚本のリライト作業に取り掛かった。また、スピルバーグ監督は製作費を抑えるために、主要キャストの大半に無名俳優を起用する意向を見せた。この決定の背景には、同年6月に全米映画俳優組合がストライキを決行する動きを見せていたことがあった。もしストライキが決行された場合、一流キャストを揃えても、それが無駄になってしまうのである。その後、スピルバーグは監督を降板することになり、後任の監督にポール・グリーングラスやベン・スティラーの名前が挙がったが、決定には至らなかった。
2018年10月26日、アーロン・ソーキン自らメガホンを取ることになったと報じられた。12月、製作費の関係で、本作の製作がストップしているとの報道があった。配給権を売却できるだけの準備が整ったため、本作の企画が再始動した。

### キャスティング・撮影
2018年10月、サシャ・バロン・コーエンとエディ・レッドメインの出演が決まった。11月26日、ジョナサン・メジャースが本作の出演交渉に臨んでいると報じられた。2019年2月1日、ジョセフ・ゴードン＝レヴィット、アレックス・シャープ、セス・ローゲンが本作に出演するとの報道があった。8月29日、フランク・ランジェラとマーク・ライランスの出演が決まったと発表された。9月、降板したローゲンの代役として、ジェレミー・ストロングが起用された。10月、降板することになったメジャースの後任としてヤーヤ・アブドゥル＝マティーン2世が起用されると共に、ケルヴィン・ハリソン・Jr、マイケル・キートン、トーマス・ミドルディッチ、マックス・アドラーがキャスト入りした。
本作の主要撮影は2019年9月にシカゴで始まった。

## 公開・マーケティング
2019年8月30日、パラマウント映画が本作の全米配給権を獲得し、2020年9月25日に全米公開する予定だとの報道があった。2020年7月1日、新型コロナウイルスの流行が一向に収束しない事態を重く見たパラマウントは本作の劇場公開を断念し、5600万ドルでNetflixに配信権を売却した。9月23日、本作のオフィシャル・トレイラーが公開された。

## 評価
Rotten Tomatoesには248件のレビューがあり、批評家支持率は90%、平均点は10点満点で7.79点となっている。サイト側による批評家の見解の要約は「タイムリーな実話に基づくストーリーのお陰で、俳優たちはその才能を余すところなく発揮できた。『シカゴ7裁判』はアーロン・ソーキンの強みが活かされており、感動的な作品に仕上がっている。」となっている。また、Metacriticには47件のレビューがあり、加重平均値は76/100となっている。